# Lettera di Giuda
La Lettera di Giuda è uno dei libri del Nuovo Testamento. Il testo viene datato tra il 70 e il 120 circa.
Tradizionalmente viene attribuita all'apostolo Giuda Taddeo o a Giuda parente di Gesù, mentre diversi studiosi la ritengono essere una lettera pseudonima, scritta alla fine del I secolo da un autore ignoto. 
La lettera comprende, in tutto, 25 versetti.

## Composizione

### Autore
Nel primo versetto l'autore si presenta come «Giuda, servo di Gesù Cristo, fratello di Giacomo» (1); nel testo della lettera non si identifica come un apostolo e farebbe riferimento agli apostoli come ad un gruppo di cui non fa parte (17-18). Tuttavia il versetto 1,17-18, secondo altri autori, non sarebbe sufficiente ad escludere Giuda dal circolo dei dodici apostoli.
Secondo alcuni autori si potrebbe trattare del Giuda parente di Gesù , dell'apostolo Giuda Taddeo, o ancora di altri personaggi con lo stesso nome.
Comunque, secondo molti studiosi, anche cristiani, l'autore può essere difficilmente identificato con Giuda il fratello di Gesù o con uno degli apostoli e gli esegeti del "Nuovo Grande Commentario Biblico" sottolineano che "gli studiosi ritengono che questa sia una lettera pseudonima [...] che manifesta generale inquietudine per la presenza di opinioni divergenti nelle chiese alla fine del I secolo", mentre gli studiosi dell'interconfessionale "Parola del Signore Commentata" - concordemente agli esegeti dell'interconfessionale Bibbia TOB, a quelli della Bibbia di Gerusalemme e al biblista Bart Ehrman - ritengono che "c'è da pensare che parlando di Giacomo ci si riferisca al fratello del Signore (Galati 1,19; Giacomo 1,1) e parlando di Giuda ci si riferisca probabilmente al fratello del Signore citato in Marco 6,3. Dato però che gli scontri con i falsi maestri, citati nella lettera, riflettono la situazione intorno all'anno 100 d.C., quando cioè il periodo in cui vissero gli apostoli faceva ormai parte del passato (v.17), bisognerà concludere che l'autore ha scelto il nome di Giuda solo per rendere chiaro, in questo modo, che egli non vuole mettere in risalto niente altro che l'unica cosa fondamentale, e cioè quello che dissero gli apostoli, e in primo luogo Giacomo, capo della comunità di Gerusalemme"; gli studiosi della Bibbia Edizioni Paoline sottolineano, inoltre, come l'autore non possa essere "né l'uno né l'altro degli apostoli poiché, in caso che lo fossero stati, non avrebbero mancato di indicarlo".
Molti studiosi ritengono, quindi, lo scritto pseudoepigrafico: l'autore sarebbe un anonimo ebreo cristiano a conoscenza della Lettera di Giacomo e di altre opere ebraiche, come l'Assunzione di Mosè e l'Apocalisse di Enoch,, che avrebbe voluto dare maggiore credibilità allo scritto associandogli il nome di uno dei fratelli di Gesù.

### Datazione
La data di composizione è incerta. Nella lettera la fine del mondo e il giudizio universale sono peraltro attesi come imminenti e gli insegnamenti degli apostoli sono tramandati come orali; questi elementi, insieme alla mancanza di riferimenti alla distruzione del Tempio, farebbero risalire la datazione al tempo del cristianesimo primitivo, con date proposte oscillanti tra il 50 e il 90. D'altro canto vi sono indizi anche per una datazione più tarda, tra il 90 e il 140, successiva all'età apostolica: nel versetto 3 l'autore parla dell'età degli apostoli come del passato e nei versetti 17,18 ricorda ai destinatari della lettera le parole dette loro dagli apostoli riguardo alla venuta di impostori «alla fine dei tempi». Ai fini della datazione può essere utile considerare che da una parte l'autore forse conosceva la Lettera di Giacomo, dall'altra che la Seconda lettera di Pietro (3:3) cita Giuda 18.

## Canonicità
La lettera è stata inserita presto nel canone della Bibbia, anche se con diverse incertezze e gli esegeti dell'interconfessionale "Parola del Signore Commentata" sottolineano come "nella Chiesa primitiva fino al IV secolo si discusse molto se la lettera di Giuda fosse da includere nel Nuovo Testamento oppure no. Il motivo di questi dubbi era il fatto che la lettera prende spunto da leggende ebraiche e da scritti che non rientrano nel contesto biblico, come l'«Assunzione di Mosè» (così il v. 9) o l' «Apocalisse di Enoch» (così i vv. 14-15)". È elencata nel canone muratoriano ed Eusebio di Cesarea la pone tra i libri discussi anche se accettati da molti. Gli studiosi dell'interconfessionale Bibbia TOB osservano che "la lettera di Giuda fu introdotta con difficoltà nel canone, soprattutto da parte delle chiese di Siria. Nel IV secolo Eusebio annota che è contestata da alcuni. Però è citata come scrittura nel canone muratoriano [...] Secondo San Girolamo (345 ca - 420 ca), la diffidenza di cui la lettera fu oggetto era dovuta alle citazioni di iscritti non riconosciuti dalle Chiese". L'elemento che più ha prodotto incertezze circa la canonicità è l'uso di fonti apocrife.
L'autore fece infatti ampio uso di fonti considerate non canoniche, l'Assunzione di Mosè e il Libro di Enoch, e forse anche il Testamento di Naphtali (6) e il Testamento di Asher (8). Il Libro di Enoch è un testo ebraico composto con una lunga storia compositiva, inclusa tra il I secolo a.C. e il I secolo d.C.; il versetto Enoch 1,9 è citato letteralmente in Giuda (14,15), il riferimento ad Enoch come il «settimo da Adamo» (14) è ripreso da Enoch 40,8 e la descrizione degli angeli caduti contenuta in Giuda 6,13 si basa su Enoch. La citazione dell'Assunzione di Mosè (9) è riconosciuta come tale da autori patristici come Origene di Alessandria, Clemente di Roma e Didimo il Cieco, e fanno riferimento a un'edizione dell'Assunzione di Mosè differente da quella più tarda conservatasi. Sia Clemente di Roma (96 d.C.) sia Clemente di Alessandria (200 d.C.) hanno fatto alcuni accenni all'autenticità della lettera di Giuda.
In merito ai testi apocrifi citati nella lettera, gli studiosi dell'interconfessionale Bibbia TOB osservano che questo "sembra in stretta relazione con i circoli dottrinali presso i quali, dal II secolo della nostra era, si è andata elaborando la letteratura apocalittica e che avevano contribuito a diffondere opere quali libro di Enoch, l'Assunzione di Mosè, i Testamenti dei Dodici Patriarchi. L'autore cita anche testualmente un passo del libro di Enoch (versetti 14-15) e si riferisce sia all'Assunzione di Mosè, sia un documento simile (versetto 9). Questo ambiente attribuiva pure una grandissima importanza alla venerazione di alcune categorie angeliche (versetto 8)" e infatti "l'autore della lettera in concordanza con gli ambienti ebraici del tempo, attribuisce grande onore agli angeli".

## Struttura e contenuto
La breve lettera usa in tutto 465 vocaboli, oggi raccolti in 25 versetti. Per la sua brevità consta di un unico capitolo. Si caratterizza, rispetto ad altri testi del Nuovo Testamento, per il lessico molto ricco e vario. L'obiettivo di Giuda è avvisare i destinatari dei pericoli portati da falsi dottori che mettono in pericolo la fede cristiana (Giuda 4):
Lo scritto prosegue minacciando loro una punizione divina, illustrandola con precedenti della tradizione giudaica.
La lettera si conclude invitando i cristiani a rimanere fedeli (Giuda 20-21):
La lettera contiene uno dei due riferimenti biblici nei quali è presente la parola arcangelo, a proposito della morte di Mosè:
(Giuda 9)
L'Assunzione di Mosè è uno dei testi utilizzati dall'esegesi ebraica per spiegare il privilegio accordatogli dal Signore Gesù di apparire nel monte Tabor insieme a Lui e ad Elia.

### Riferimenti
1. 1 2  Giuliano Vigini, Lettere e Apocalisse, 1998
2. 1 2 3  William Bruce Prescott, «Jude, Letter of», in Mercer dictionary of the Bible, Mercer University Press, 1990, ISBN 978-0-86554-373-7, p. 479.
3. ↑  John Phillips, Exploring the Epistle of Jude: an expository commentary, 2004.
4. ↑   Gd 1, su La Parola - La Sacra Bibbia in italiano in Internet.
5. ↑   Gd 17-18, su La Parola - La Sacra Bibbia in italiano in Internet.
6. ↑  Paul V. Harrison, Robert E. Picirilli, James, 1, 2 Peter, Jude, Randall House Publications, 1992, ISBN 978-0-89265-145-0, p. 327.
7. ↑   Gd 1,17-18, su La Parola - La Sacra Bibbia in italiano in Internet.
8. ↑  Cfr. anche James Macknight, "A New Literal Translation, from the Original Greek of All the Apostolical Epistles: With a Commentary, and Notes", Longman, Hurst, 1806, p.188 e p. 209
9. ↑  Thomas R. Schreiner, First, Second Peter, Jude, B&H, 2003.
10. ↑  Daniel Keating, First and Second Peter, Jude, Baker Academic, 2011.
11. ↑  Enciclopedia Cattolica
12. 1 2  Parola del Signore Commentata, traduzione interconfessionale, Nuovo Testamento, LDC/ABU, 1981, pp. 729-730.
13. ↑  La Bibbia, Edizioni Paoline, 1991, p. 1866, ISBN 88-215-1068-9.
14. ↑  Norman Perrin, The New Testament: An Introduction, p. 260; citato in Kirby, Peter. "Epistle of Jude." Early Christian Writings. 2006. 2 Feb. 2006 <Epistle of Jude>.
15. 1 2 3 4 5  Michele Mazzeo, Lettere di Pietro, Lettera di Giuda, 2002.
16. ↑   Gd 3, su La Parola - La Sacra Bibbia in italiano in Internet.
17. ↑   Gd 17,18, su La Parola - La Sacra Bibbia in italiano in Internet.
18. ↑   2Pt 3:3, su La Parola - La Sacra Bibbia in italiano in Internet.
19. ↑   Gd 18, su La Parola - La Sacra Bibbia in italiano in Internet.
20. ↑  Bibbia TOB, Elle Di Ci Leumann, 1997, p. 2860, ISBN 88-01-10612-2.
21. ↑   Gd 6, su La Parola - La Sacra Bibbia in italiano in Internet.
22. ↑   Gd 8, su La Parola - La Sacra Bibbia in italiano in Internet.
23. ↑   Gd 14,15, su La Parola - La Sacra Bibbia in italiano in Internet.
24. ↑   Gd 14, su La Parola - La Sacra Bibbia in italiano in Internet.
25. ↑   Gd 6,13, su La Parola - La Sacra Bibbia in italiano in Internet.
26. ↑   Gd 9, su La Parola - La Sacra Bibbia in italiano in Internet.
27. ↑  Michael Green, The second epistle general of Peter, and the general epistle of Jude: an introduction and commentary, Wm. B. Eerdmans Publishing, 1987, ISBN 978-0-8028-0078-7, p. 57.
28. ↑  La Sacra Bibbia, Nuova Riveduta 2006 con note e commenti di John MacArthur, Società Biblica di Ginevra 2006, p. 1993.
29. ↑  Bibbia TOB, Elle Di Ci Leumann, 1997, p. 2859, ISBN 88-01-10612-2. Cfr anche: Bart Ehrman, Il Nuovo Testamento, Carocci Editore, 2015, p. 477, ISBN 978-88-430-7821-9.
30. ↑   Gd 4, su La Parola - La Sacra Bibbia in italiano in Internet.
31. ↑   Gd 20-21, su La Parola - La Sacra Bibbia in italiano in Internet.
32. ↑   Occorrenze della parola "arcangelo" nella traduzione "Nuova Riveduta", su laparola.net.